# Villa rustica (Keston)
Die Villa Rustica in Keston ist ein ehemaliger römischer Gutshof (Villa rustica) in Keston, einer ländlichen Gegend in Bromley, einem Stadtbezirk, der sich im Süden Londons befindet.

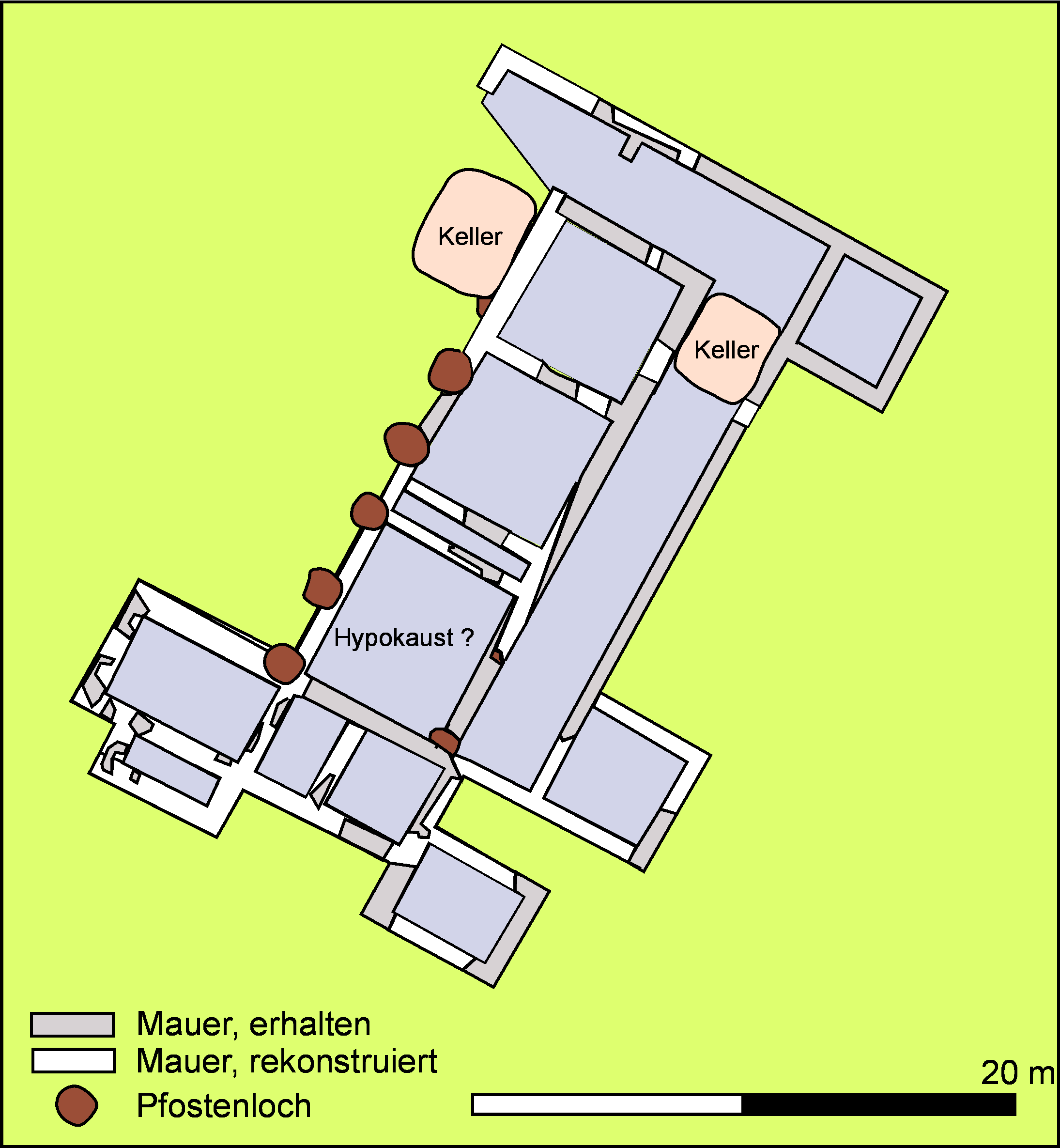
Plan des Hauptgebäudes der Villa von Keston

Die Reste der Villa sind schon 1815 beschrieben worden. Vor allem ein Mausoleum nahe der Villa erweckte Interesse. Es gab deshalb in den folgenden Jahren vereinzelte Ausgrabungen, zu denen aber keine weiteren Berichte vorliegen. Es fanden sich aber drei rechteckige Sarkophage. 1961 gab es weitere Ausgrabungen, die jedoch nie publiziert wurden. 1967 und dann von 1968 bis 1990 ist die Villa dann zum großen Teil systematisch ausgegraben worden. Die Ergebnisse der Grabungen wurden in zwei Bänden in den Jahren 1991 und 1999 publiziert. Die Ausgrabungen sind von besonderer Bedeutung. Hier kann gut verfolgt werden, wie sich aus einem keltischen Dorf ein römischer Gutshof entwickelte. Daneben ist die Anlage großflächig untersucht worden mitsamt den Nebengebäuden und einem Friedhofe. Viele Ausgrabungen von römischen Villen konzentrieren sich im Gegensatz dazu meist nur auf das Hauptgebäude.

## Die Entwicklung der Villa
Die Ausgräber unterschieden verschiedene Perioden in der Besiedlung, die einen Zeitraum von mehreren tausend Jahren abdecken. Die eigentliche Villa wurde erst unter römischer Herrschaft errichtet.

### Periode I und II
Erste Siedlungsreste datieren in die Jungsteinzeit oder Bronzezeit. Es handelt sich meist um einfache Feuersteinwerkzeuge, die eher in die Jungsteinzeit datieren, obwohl viele von ihnen auch aus der Mittelsteinzeit stammen könnten. Auch in der mittleren Eisenzeit (etwa 600 bis 200 v. Chr.) scheint hier eine Siedlung gestanden zu haben. Es fand sich vor allem Keramik, oftmals als kleine Scherben. Es fanden sich keine Reste von Architektur.

### Periode III und IV
In der späten Eisenzeit (ca. 50 v. Chr. bis 50 n. Chr.) wurde der Ort wieder besiedelt. Es fanden sich verschiedene Feuerstellen und diverse Gruben, die wahrscheinlich als Abfallgruben gedient haben. Es fanden sich Pfostenlöcher, die auf Holzhütten hindeuten, die meist jedoch sehr klein waren und vielleicht als Speicher gedient haben. Solche Speicher sind gut von anderen eisenzeitlichen Siedlungen im Süden Englands bekannt.  Da die Gebäude aus Holz errichtet waren und später überbaut wurden, ist nur wenig über diese Siedlung bekannt. Teile des Dorfes waren von einem Graben umgeben. Es mag hier schon eine Villa gestanden haben, von der aber so gut wie keine Reste erhalten sind. Diese Siedlung wurde auch unter römischer Herrschaft weiter bewohnt. Periode IV datiert von etwa 50 bis 160 n. Chr. Bemerkenswert ist eine Reihe von Gruben mit Tierbestattungen. Die Gruben waren oftmals mehrere Meter tief und enthielten mehrere Skelette. Es kann eine religiöse Funktion vermutet werden.

### Periode V
In der Mitte des zweiten nachchristlichen Jahrhunderts wurde eine erste Villa errichtet. Es handelte sich um einen rechteckigen Holzbau im Westen von einem großen Hof. Von dem Bau sind nur noch die Pfostenlöcher gefunden worden. Reste von Wandmalereien, die verschüttet in Gruben gefunden wurden, zeigen, dass zumindest einige Räume der Villa mit einfachen Wandmalereien dekoriert waren. Die Malereien zeigen zum Teil Brandspuren. Die Villa ist in einem Feuer zerstört worden. Es handelte sich mit einiger Sicherheit um das Hauptwohngebäude der Anlage. Der Bau war einst etwa 18 Meter lang und etwa 7 Meter breit. Nördlich und südlich des Hofes wurden zwei weitere Holzbauten errichtet. Es handelte sich wahrscheinlich um Wirtschaftsgebäude. Die drei Bauten waren demnach um einen Hof angelegt. Im Zentrum des Hofes stand ein einfacher Bau aus Feuerstein. Seine Funktion ist unbekannt. In dieser Siedlung operierte eine Töpferei.

### Periode VI und VII

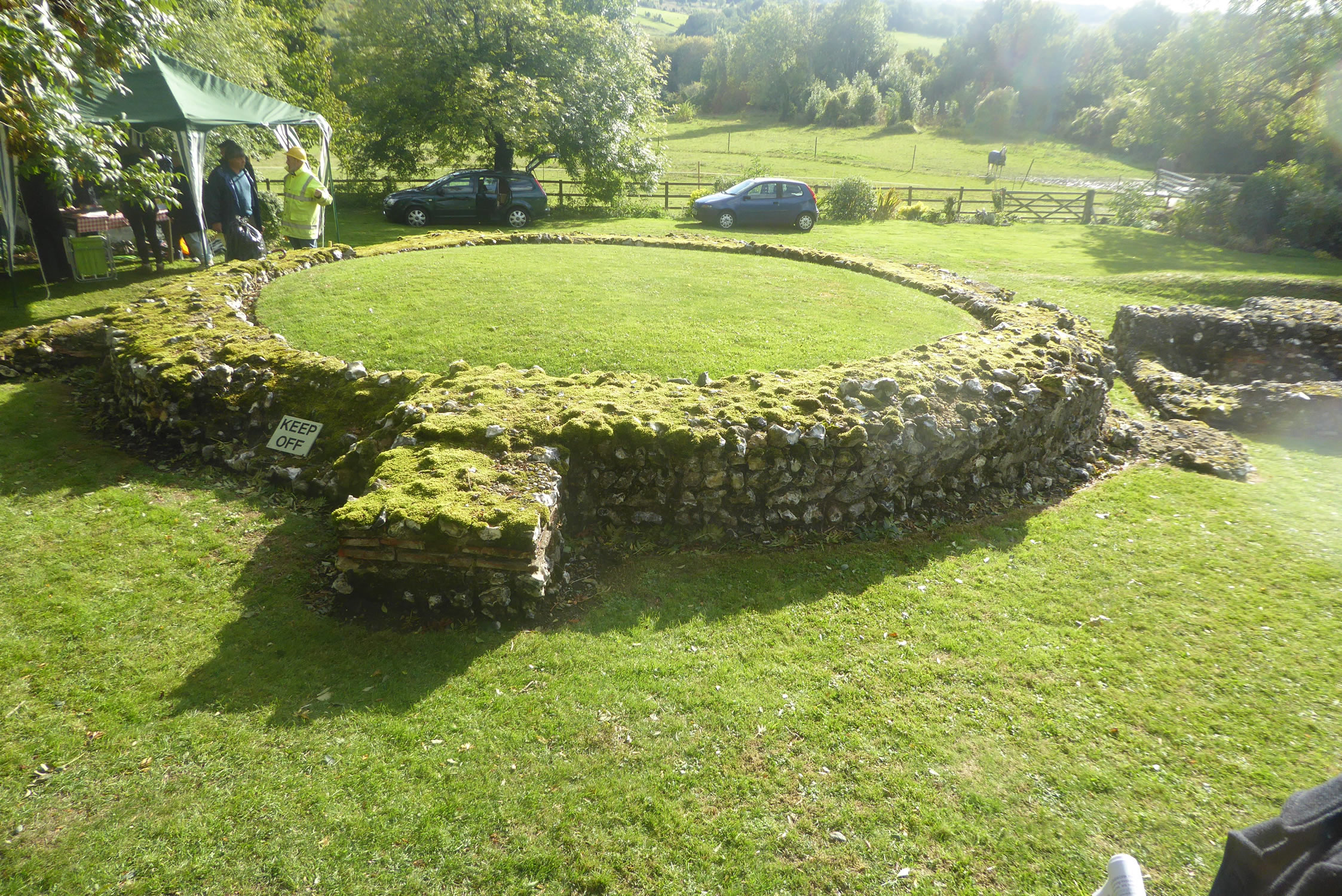
Die Reste des Mausoleums

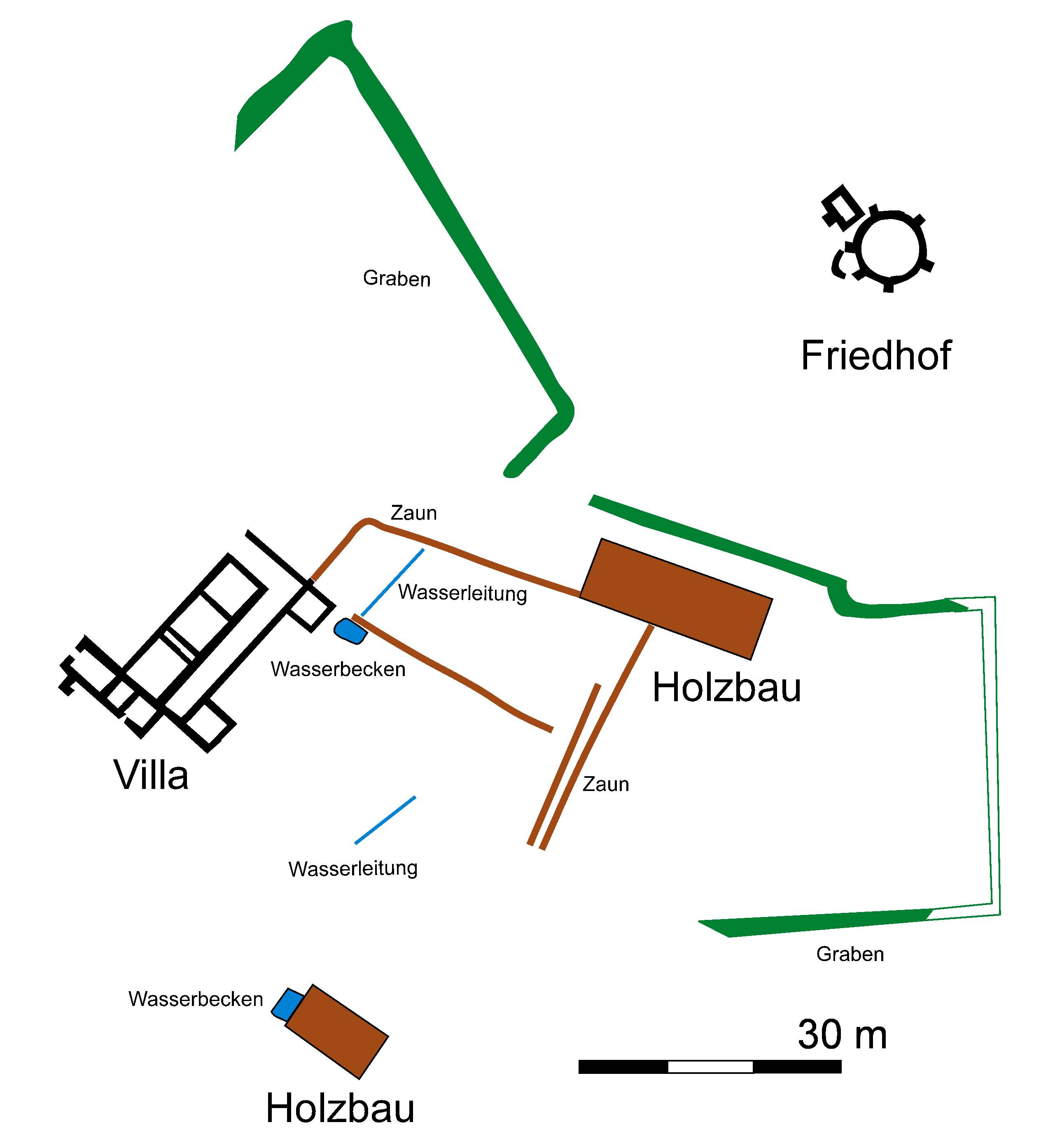
Die Anlage der Villa im dritten Jahrhundert

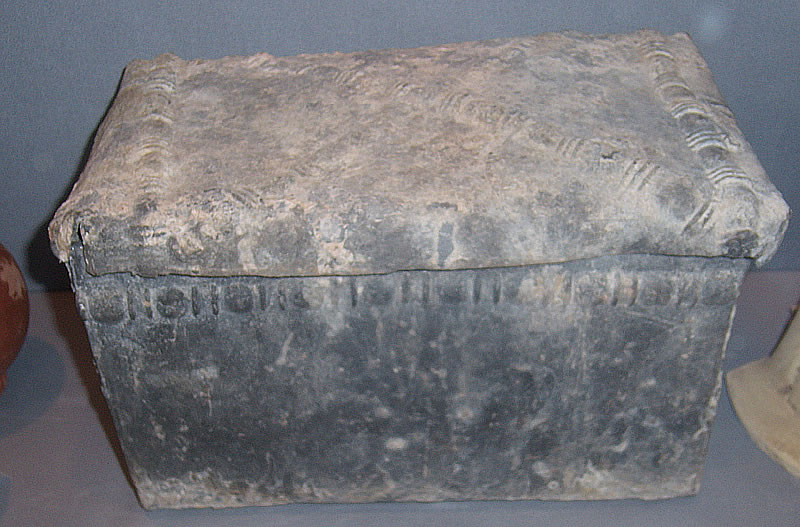
Bleiurne aus dem Friedhof neben der Villa

Um 200 n. Chr. wurde der Hauptbau im Westen durch ein Gebäude aus Stein ersetzt, das im Laufe der Zeit ausgebaut wurde. Das Haus war nur schlecht erhalten. Vor allem im westlichen Teil waren alle Reste von Mauern vollkommen verschwunden. Es handelte sich nun um eine Villa mit einem Portikus an der Frontseite und Eckrisaliten. Im Zentrum der Villa befanden sich drei große Räume. Im Süden lag ein kleines Bad. Es fanden sich Reste von Wandmalereien. Zumindest einige Böden waren mit Opus tessellatum ausgelegt. Hinweise auf „richtige“ Mosaiken fehlen jedoch. Zumindest ein Raum scheint ein Hypokaust gehabt zu haben. Innerhalb des Hauses gab es auch zwei größere, in etwa quadratische Gruben, die wahrscheinlich die Funktion von Kellern hatten. Das Haus lag an der Westseite eines großen Hofes. Im Norden und Süden des Hofes stand jeweils ein Holzbau. Sie dienten wohl gewerblichen Zwecken. Im nördlichen Gebäude befand sich zwei Öfen, um Korn zu trocknen. Im Hof fanden sich die eisernen Kappen einer Holzwasserleitung. Das Wasser kam wahrscheinlich von einer Quelle in der Nähe. In der Mitte des Hofes gab es auch zwei Wasserbecken.
Nördlich der Villa gab es einen kleinen Friedhof. Zentrum des Friedhofes ist ein rundes Mausoleum, das zunächst als Tempel interpretiert wurde. Es hat einen Durchmesser von etwas weniger als acht Metern. An der Außenseite finden sich Stützpfeiler. Die Außenseite war einst rot verputzt. Das Innere ist leer und war vielleicht einst mit Sand gefüllt, um Urnen aufzunehmen. Von den Urnen ist jedoch nichts erhalten. Neben diesem runden Bau wurde später ein weiteres, kleineres rechteckiges Mausoleum errichtet, in dem sich eine beraubte Bestattung fand. Ein dritter Grabbau ist halbrund und direkt an das runde Mausoleum angebaut. In der unterirdischen Grabkammer kam ein Bleikasten zum Vorschein, der als Urne gedient hat. Solche Bleisärge sind auch von anderen Bestattungen im Südosten von England bekannt und es kann vermutet werden, dass es hier eine Werkstatt gab, die solche Särge produzierte. Rochester wurde als Herkunftsort vorgeschlagen. Darin fanden sich menschliche Knochenreste, die einem Erwachsenen gehören, aber auch Knochen von einem Schwein und vielleicht Vogelknochen. In der Nekropole fanden sich im Laufe der Jahrhunderte drei Sarkophage. Weitere Erdbestattungen fanden sich im Umkreis der Mausoleen.
Im vierten Jahrhundert wurde das südliche Haus durch einen Steinbau ersetzt. Es fanden sich Reste von Wandmalereien, jedoch keine Hypokausten oder Böden aus Opus tessellatum. Trotzdem dürfte der Bau als Wohnhaus gedient haben. Hier fanden sich auch Reste von Metallbearbeitung. Der nördliche Holzbau wurde aufgegeben und es wurde an seiner Stelle eine einfache Hütte errichtet. Die Villa wurde wahrscheinlich am Ende des vierten Jahrhunderts verlassen. Es konnte eine einfache Hütte aus angelsächsischer Zeit ausgegraben werden. Sie mag zu einem in der Nähe sich entwickelnden Dorf gehört haben und bezeugt keine direkte Kontinuität in der Belegung der Villa.

## Funde

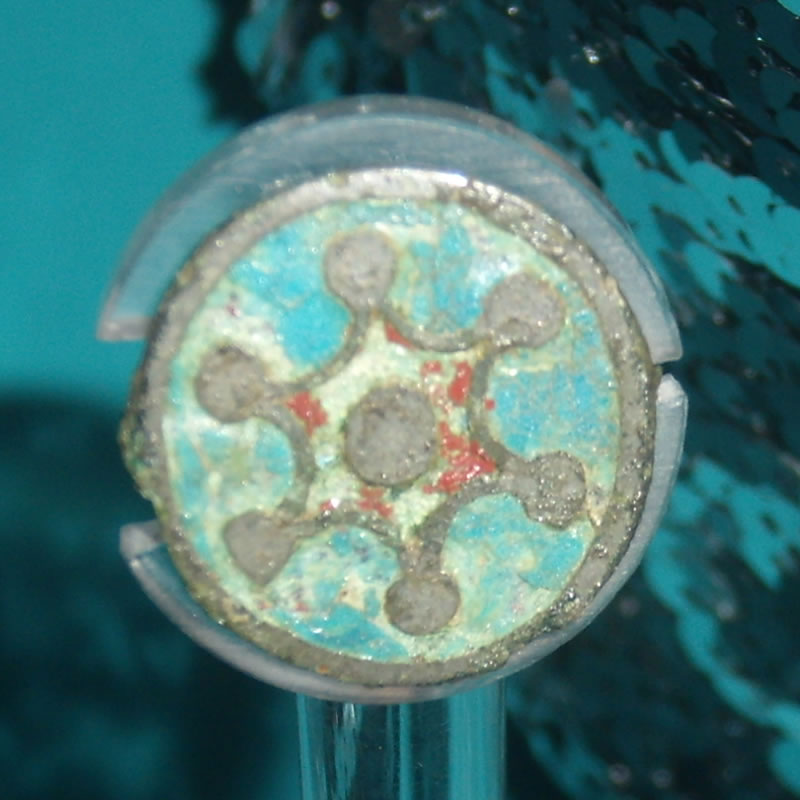
Fibel, viertes Jahrhundert. Im Graben bei der Villa gefunden

Es fanden sich etwa 400 Scherben von Terra-Sigillata-Gefäßen, die sich in zwei Gruppen teilen lassen. Bei der ersten Gruppe handelt es sich um Gefäße aus der zweiten Hälfte des ersten Jahrhunderts, während die zweite Gruppe vor allem in die Mitte des zweiten Jahrhunderts datiert. An anderen Funden sind etwa 50 Töpferscheiben zu nennen, die eine Töpferei vor Ort in der Mitte des ersten Jahrhunderts n. Chr. belegen. Ansonsten fanden sich Eisenwerkzeuge, verschiedene Schlüssel aus Eisen, verschiedene Fibeln und ein Würfel aus Knochen.

## Die Ruinen heute
Die Mausoleen sind heute als Grundmauern in einem privaten Park erhalten, können aber nur gegen Absprache besichtigt werden.